# Brown megye (Minnesota)
Brown megye az Amerikai Egyesült Államokban, azon belül Minnesota államban található. Megyeszékhelye és legnagyobb városa New Ulm. Lakosainak száma 25 912 fő (2020. április 1.). Brown megye Nicollet, Watonwan, Renville, Redwood, Cottonwood és Blue Earth megyékkel határos.

## Népesség
A megye népességének változása:
| Lakosok száma | 25 874 | 25 675 | 25 446 | 25 332 | 25 313 | 25 912 |
|               | 2010   | 2011   | 2012   | 2013   | 2015   | 2020   |